# いずみ町 (壬生町)
いずみ町（いずみちょう）は栃木県下都賀郡壬生町の地名。住居表示実施済み区域で、丁番を持たない単独町名である。郵便番号は321-0213（壬生郵便局管区）。
　

## 地理
壬生町の東部、旧・南犬飼村南部に位置する。東及び南で壬生丁、西で東武宇都宮線を挟んで至宝三丁目、北で若草町・幸町一丁目と隣接する。町域の全域が住宅地となっており、一部に個人商店が立地する他はほぼ全て一般住宅が建ち並んでいる。北部で隣接する若草町と同様に非常に狭い町域で、南北、東西それぞれの距離が僅か300メートルほどである。

## 歴史
いずみ町は1987年に住居表示により成立した新しい町名である。それまでは大字壬生・大字安塚にまたがる区域であった。おもちゃのまち地区に隣接し、東武宇都宮線や主要地方道羽生田上蒲生線が近隣を通過することから宅地化が進み、独立した町名となった。

### 町名の変遷
| 実施後   | 実施年月日               | 実施前（それぞれ一部） |
| -------- | ------------------------ | ---------------------- |
| いずみ町 | 1987年（昭和62年）2月1日 | 大字壬生丁、大字安塚   |

## 世帯数と人口
2017年（平成29年）7月31日現在の世帯数と人口は以下の通りである。
| 町丁     | 世帯数  | 人口  |
| -------- | ------- | ----- |
| いずみ町 | 130世帯 | 321人 |

## 施設
- マロニエ写真館
- いずみ公園

## 交通

### 鉄道
西に東武宇都宮線が通過している。この一帯はおもちゃのまち駅と国谷駅のおおよそ中間にあたり、利用圏内にある。

### 道路
- 栃木県道71号羽生田上蒲生線：いずみ町の北を東西に通過する主要幹線。東は下野市・上三川町方面、西は北関東自動車道壬生インターチェンジ・みぶ羽生田産業団地方面および「おもちゃのまち」交差点から栃木県道2号宇都宮栃木線経由で宇都宮市・栃木市方面へ連絡する。

## 小・中学校の学区
市立小・中学校に通う場合、学区は以下の通りとなる。
| 番地 | 小学校           | 中学校               |
| ---- | ---------------- | -------------------- |
| 全域 | 壬生町立睦小学校 | 壬生町立南犬飼中学校 |